# Rand (cràter)
Rand és un cràter d'impacte en el planeta Venus de 24,3 km de diàmetre. Porta el nom d'Ayn Rand (1905-1982), escriptora estatunidenca, i el seu nom va ser aprovat per la Unió Astronòmica Internacional el 1994.